# Mala vas, Ljubljana
Mala vas je bila nekoč vas, danes pa del Ljubljane oz. njene Četrtne skupnosti Posavje in leži na severu, v bližini Ježice. Mimo teče reka Sava. Skozi naselje je speljana Dunajska cesta, po kateri v središče mesta skozi naselje potekajo mestne avtobusne linije št. 6 in 8, liniji št. 11 in 21 pa imata nasproti vhoda v avtokamp urejeno obračališče. Linija 14 pa pripelje iz Slovenčeve ceste, pa Čerinovi ulici in skozi Malo vas proti Savljam. Spada v četrtno skupnost Posavje. V bližini se nahaja znamenita gostilna Pri ruskem carju. 

## Izvor imena
Mala vas je dobila ime po tem, ker je bila najmanjše naselje v Ljubljanskem Posavju, prvotno je bilo tukaj le okoli 10 hiš. 

## Zgodovina
Na območju današnje Dunajske ceste je potekala znana cesta, ki je potekala iz Aquilleje preko Emone skozi Posavje in naprej na Trojane ter proti v Celju. Ta cesta je zarisana na karti Tabula Peutingeriana iz 3 stol. po n.š.
V dobi protestantizma se je v Ljubljanskem Posavju ohranila katoliška vera. Posavje je bilo vključeno v šempetrsko faro (fara sv. Petra), ki je imela široko območje, ves svet v porečju Ljubljanice od Vrhnike do Zaloga. V Mali vasi je bila pristava Khislov, gospodarjev gradu Fužine (danes gostilna pri Ruskem carju). Khisli so bili veliki pospeševalci protestantizma, zlasti vsega protestantskega tiska. 
Edine bombe med prvo svetovno vojno so padle ravno pred Ruskim carjem. Leta 1918 je bilo konec vojne in Avstroogrska je razpadla. 
Leta 1936 je bilo v Mali vasi 14 kmetov, 30 delavcev, 16 nameščencev, 39 obrtnikov, 6 kocesionostev (imetniki dovoljenj za opravljanje določenega dela) in en študent. Vseh volivcev je bilo 99. Ob glavni cesti je bila znana trafika pri Zormanovih, špecarijska trgovina Pri dečvi – Snojeva, pekarna pri Jakinu, špecarijska trgovina pri Špornu in gostilna pri Ruskem carju. V vasi je bila tudi mehanična delavnica  za kolesa Petra Zatlerja in majhna strugarska delavnica Ivana Dobovška. Tudi zlatar Stane Kmetič je imel svojo delavnico. Takrat zanimiv prebivalec je bil Dane Snoj, ki se je ukvarjal z jadralnim letalstvom, izumiteljstvom in akrobatiko na žici. Z akrobatiko na žici so se poleg njega ukvarjali še Ivan Dobovšek in Franc Presetnik. Nastopali so v vseh večjih Jugoslovanskih mestih. Gostilna pri Ruskem carju je bila kmalu po prvi vojni prizorišče političnih bojev med orjunaši, ki so prihajali iz Ljubljane izzivat domačine in napredne delavce. Ti so jih tudi fizično ugnali. Tukaj so se tudi občasno pred zadnjo vojno sestajali vidni komunisti ob dobrem sodelovanju sinov, ki so bili napredno usmerjeni.
11. Aprila, leta 1941 je Malo vas in okoliške vasi vse do Save, zasedla italijanska vojska. Leta 1945 je bilo druge svetovne vojne konec in nastala je Republika Jugoslavija. V poznejših letih se je začela pospešeno izvajati gradnja hiš. 

## Geografija
Na zgodovinskih kartah je možno videti, da je Mala vas sprva ležala pod ježo, jugovzhodno od Ježice. Štela je le nekaj hiš in se jasno ločila od sosednjih vasi. Kasneje, od konca 19. Stol. z gradnjo hiš nad ježo (Ruski car), bi se vas naj delila na spodnjo in zgornjo Malo vas. Kmetije so bile večinoma razporejene pod ježo, v tako imenovani spodnji Mali vasi, med tem ko je bila zgornja mala vas na obeh straneh sedanje Dunajske ceste in ob današnji ulici Prvoborcev. Po drugi svetovni vojni pa se je vas pričela širiti. Gradnja hiš pod ježo se je pospešeno izvajala. Danes že skoraj izginja iz zemljevidov zaradi močne deagracije prebivalstva. Vasi Mala vas, Stožice in Ježica brez določene meje prehajajo druga v drugo. Točnih meja med vasmi ni več. Med domačini pogovorno velja, da je Mala vas pod ježo ob Savi, na vzhodni strani Dunajske ceste. Gostilno Ruski car skoraj nihče več ne uvršča kot del Male vasi ampak kar pod svoje območje skupaj z bloki, ki jo imenujejo soseska Ruski car.

## Demografija
Leta 1787 Mala vas – 17 hiš -115 prebivalcev. (19, Čerin) prvotno le kakih 10 hiš, v spodnji vasi.
Leta 1936 je bilo v Mali vasi 14 kmetov, 30 delovcev, 16 nameščencev, 39 obrtnikov, 6 kocesionostev (imetniki dovoljenj za opravljanje določenega dela) in en študent. Vseh volivcev je bilo 99. 

## Znamenitosti
Gostilna Pri Ruskem carju - Zapisana v register kulturne dediščine . Nadstropen, zidan stanovanjsko - gostinski objekt v tlorisni zasnovi črke L. Na kamnitem portalu obcestnega, starejšega dela objekta, je vklesana letnica 1868. Ohranjeno je obokanje prostorov in več starejših stavbnih členov. Ime je dobila po ruskem carju, Aleksandru I, ki naj bi tukaj prespal med obiskom ljubljanskega kongresa leta 1821. Ruski car Aleksander I v gostilni ni prespal. Dne 7. januarja 1821 se je ob dveh popoldne ustavil v tej gostilni, ob 3. uri popoldne pa je že prišel v Ljubljano. Tako je bil v njej manj kot eno uro, zanesljivo pa ni prespal. Verjetno se je preoblekel za sprejem v Ljubljani, saj je prišel oblečen v uniformo polkovnika avstrijskega regimenta, ki je nosil njegovo ime.

## Praznovanje
Štehvanje –  stara ljudska igra, ki izvira iz Ziljske doline na avstrijskem koroškem. Začetki v Ljubljani segajo v leto 1935, ko je etnomuzikolog France Marolt to konjeniško igro želel pokazati na folklornem festivalu v Ljubljani. Zanjo je navdušil fante iz vasi ljubljanskega Posavja: iz Kleč, Savelj, Ježice, Stožic in Male vasi, ki so veljali za dobre jahače in rejce konj. Na začetku so igro prirejali na različnih delih okolice Ljubljane v času vojne pa je povsem zamrla. Leta 1954 so igro zopet obudili in priredili tekmovanje v Savljah. Od takrat se igro prireja vsako leto, prizorišča pa se na več let menjajo, tokrat samo v mejah Ježice, Savelj in Kleč. Tekmovanje poteka v Juniju.
Igra poteka tako, da se v tla zabije lesen drog, na katerega se povezne lesen sodček obit z leskovimi obroči. Fantje nato jezdijo mimo v gorenjski narodni noši in zbijajo sodček s posebnimi kovinskimi kiji. Fantje ob razbijanju soda zbirajo točke. Zmagovalec je tisti, ki zbere največ točk. Igra ima tekmovalni značaj in poteka nekoliko drugače kot v Ziljski dolini. Leta 2012 je bila vpisana v register žive kulturne dediščine.
7. september – vsako leto na omenjeni datum poteka v parku za Ruskim carjem prireditev v počastitev domačinov, ki so se prvi uprli italijanski okupaciji oz. fašizmu v drugi svetovni vojni.

## Športni park
V spodnjem delu vasi se nahaja veliko športnih igrišč, ki so del športnega parka Ježica. 